# Alfred Delia
Alfred Delia (11 ottobre 1945) è un ex calciatore maltese, di ruolo centrocampista.

## Carriera

### Nazionale
Ha collezionato sei presenze con la nazionale maltese.

## Palmarès

### Club

#### Competizioni nazionali
- Campionato maltese: 1

Hibernians: 1968-1969
- Coppa di Malta: 2

Hibernians: 1969-1970, 1970-1971